# Ready for Boarding
Ready for Boarding è il primo album dal vivo del gruppo musicale power metal tedesco Running Wild, pubblicato nel 1988 dalla Noise Records. Dopo il precedente, esso è il loro secondo album a includere pirati.

## Il disco
Oltre all'introduzione Hymn of Long John Silver, contiene un inedito dal titolo Purgatory (dedicato alla PMRC).
È stato registrato durante l'Under Jolly Roger tour e, conta di una sezione ritmica differente a quella dell'album in questione: sono cambiati sia il bassista che il batterista.

## Tracce
1. Hymn of Long John Silver – 2:36
2. Under Jolly Roger – 4:17
3. Genghis Khan – 4:15
4. Raise Your Fist – 5:16
5. Purgatory – 5:35
6. Mordor – 4:24
7. Diabolic Force – 4:38
8. Raw Ride – 4:38
9. Adrian (S.O.S.) – 2:35
10. Prisoner of Our Time – 4:34

## Formazione
- Rock 'n' Rolf - voce, chitarra, tastiere
- Majk - chitarra, cori
- Jens - basso, cori
- Stefan - batteria, cori